# 周应宾
周应宾（1556年—1626年），字君貺，又字嘉甫，号寅所，浙江鄞县人，明朝大臣、学者。。

## 生平
出自明朝宁波府鄞县西乡（今宁波市海曙区）高桥新庄地方望族新庄周氏，祖父周萃，父亲周仁，字子重，号弘宇。母陈氏，封淑人。伯父周保，隆庆五年（1571年）辛未科殿试金榜登进士第。侄周晋昌。周应宾少时嗜书如命，为人忠厚老实，不善言辞。
周应宾于万历四年中式丙子科浙江乡试第八十名举人，二十八歲登萬曆十一年（1583年）癸未科会试第十八名，第二甲第一名进士，相传本应钦点为第一甲第一名（状元），但因当时朝中内阁大学士余有丁为其同乡的鄞县人，遂回避移入二甲第一名（传胪）。被选为庶吉士，十三年授翰林院编修。二十年主考會試，二十一年升任国子监司业，二十二年升右中允，本年南京主考，二十三年升南京右谕德，掌南京翰林院事，二十五年升右庶子兼侍读，丁憂歸。起升詹事府少詹事、掌南京翰林院印，二十九年升詹事府詹事，讲筵时多有讽谏之言。
万历三十一年（1603年），迁礼部右侍郎，掌翰林院事、东宫侍班，本年升吏部右侍郎，兼官如故，万历三十二年（1604年），教庶吉士。万历三十三年（1604年），因母亲病逝服丧回乡。居乡十六年，埋头著作。明光宗即位后，复起用，升南京礼部尚书，任上向明光宗奏申饬学政四事。
天启二年（1622年）八月，改任礼部尚书，掌詹事府事。天启三年（1623年）九月，加太子太保，致仕。
天启六年（1626年）二月十七日，卒于乡。身后赠少保，谥文穆。

## 代表著作
- 《月波草》七卷
- 《九经考异》
- 《普陀山志》
- 《旧京词林志》
- 《同姓名录补》

## 遗迹
- 今宁波海曙区周氏老祠堂“云锦堂”和祖堂“绿润堂”[2]
- 阊门里头[2]
- 礼部尚书周应宾旧宅[3]

## 家族
曾祖周谌。祖父周萃。父周任。母陳氏。具庆下。兄大顺；應岐，贡士。弟應治，知县；應寯；大夏；應寀；大受；大年；大常。